# Characodon garmani
The parras characodon (Characodon garmani) là một loài cá đã tuyệt chủng thuộc họ Goodeidae. Nó là loài đặc hữu của México.